# 大阿河 (阿巴赫河支流)
51°27′14.5″N 8°45′25.5″E / 51.454028°N 8.757083°E
大阿河（德語：Große Aa），是德國的河流，位於該國西部，流經北萊茵-威斯特法倫州，屬於阿巴赫河的右支流，河道全長1.7公里，發源自布里隆。